# Pseudepipona pseudolateralis
Pseudepipona pseudolateralis är en stekelart som beskrevs av Meade-waldo. Pseudepipona pseudolateralis ingår i släktet Pseudepipona och familjen Eumenidae. Inga underarter finns listade i Catalogue of Life.